# Dionysia sawyeri
Dionysia sawyeri là một loài thực vật có hoa trong họ Anh thảo. Loài này được (Watt) Wendelbo mô tả khoa học đầu tiên năm 1961.